# Hydroporus paganettianus
Hydroporus paganettianus là một loài bọ cánh cứng trong họ Bọ nước. Loài này được Scholz miêu tả khoa học năm 1923.